# Каттама
Каттама (кирг. каттама, каз. қаттама) — хлебобулочное изделие, представляющие собой слоёную лепешку, традиционную для кыргызской и казахской кухонь.
В монгольской кухне называется гамбир, азербайджанской и турецкой — катмер.
Каттама готовят из дрожжевого или пресного теста, с начинкой или без. Для начинки используют репчатый (луковицу или листья) или ветвистый (джусай) лук. Каттама подаётся к первым (бульон) и мясным блюдам, чаю.